# Непряєва Наталія Михайлівна
Наталія Михайлівна Непряєва (рос. Наталья Михайловна Непряева) — російська лижниця, олімпійська медалістка.
Бронзову олімпійську медаль Непряєва здобула на Пхьончханській олімпіаді 2018 року в естафеті 4х5 км.

## Виступи на Олімпійських іграх
| Рік  | Вік | 10 км | Скіатлон 15 км | 30 км мас-старт | Спринт | Естафета 4 × 5 км | Команднй спринт |
| ---- | --- | ----- | -------------- | --------------- | ------ | ----------------- | --------------- |
| 2018 | 26  | —     | 8              | 24              | 4      | Бронза            | 9               |
| 2022 | 30  | 4     | Срібло         | —               | 14     | Золото            | Бронза          |

## Виступи на чемпіонатах світу
| Рік  | Вік | 10 км | Скіатлон 15 км | 30 км мас-старт | Спринт | Естафета 4 × 5 км | Команднй спринт |
| ---- | --- | ----- | -------------- | --------------- | ------ | ----------------- | --------------- |
| 2019 | 23  | 7     | Бронза         | —               | 9      | Бронза            | 4               |
| 2021 | 25  | 12    | 16             | —               | 22     | Срібло            | 4               |

## Виноски
1. ↑  Women's 4 × 5 kilometre relay results